# Намсараев, Владимир Бадмаевич
Влади́мир Бадма́евич Намсара́ев (1935—2007) ― российский бурятский поэт, Заслуженный работник культуры Российской Федерации (1995), Заслуженный работник культуры Бурятии, Лауреат премии Союза журналистов Бурятии имени Ярослава Гашека.

## Биография
Родился 10 июля 1935 года в улусе Чиндалей Агинского аймака Бурят-Монгольской АССР. Его отец Бадма-Базар Намсараев руководил литературным кружком и выпускал рукописный журнал «Булаг» («Родник») и первые стихи юного Володи были напечатаны в именно этом журнале.
После окончания Литературного института имени Максима Горького, работал в редакции окружной газеты «Агинская правда». Затем переехал в Улан-Удэ, здесь трудился литературным редактором в журнале «Байкал», в течение многих лет работал старшим редактором художественной литературы в Бурятском книжном издательстве.

### Творчество
В течение 30 лет Намсараев выправил свыше 500 рукописей произведений бурятских писателей, издания на родном языке. Принимал деятельное участие в выпуске научных изданий по истории бурят-монгольского народа.
Его поэтические произведения печатались на многих языках народов СССР, публиковались они и в Монголии. Владимиром Намсараевым написаны рассказы о земляках, друзьях детства и природе степной Аги. Рассказы эти были опубликованы в журналах и сборниках бурятских писателей..
Написал следующие поэтические сборники: «Онон» (1971), «Нангин мэдэрэл» (Чувство святое) (1975), «Эрдэни зэндэмэни» (Драгоценность) (1978), «Нүхэдэй дүхэриг» (В кругу друзей) (1981), «Аяа хайрата» (Трели жаворонка) (1985), «Энхэ тала» (Степь вековечная) (1989), «Дорогой мой человек» (1985) и др.
Владимир Намсараев также занимался переводами. Перевел на бурятский язык произведения мировой и русской классики: «Казаки» Л. Толстого, «Старик, и море» Э. Хемингуэя, «Маленький принц» А. де Сент-Экзюпери, рассказы М. Шолохова, Л. Соболева. Им переведена также пьеса А. Арбузова «Иркутская история».
Член Союза писателей СССР и Союза журналистов СССР.
Умер в 2007 году.

## Награды и звания
- Заслуженный работник культуры Российской Федерации (5 августа 1995 года) — за заслуги в области культуры и многолетнюю добросовестную работу[3]
- Заслуженный работник культуры Республики Бурятия
- Почётная грамота Республики Бурятия
- Знак «Победитель социалистического соревнования»
- Лауреат Республиканской премии Союза журналистов имени Ярослава Гашека[2].